# August von Weber

Generalleutnant August von Weber

August Hugo Weber, seit 1871 von Weber, (* 24. April 1824 in Beuthen; † 7. August 1888 in Kassel) war ein preußischer Generalleutnant.

## Leben

### Herkunft
Er war der Sohn des preußischen Generalmajors August Weber (1797–1861) und dessen ersten Ehefrau Johanna Helene, geborene Priemer (1793–1842).

### Militärkarriere
Nach dem Besuch der Bürgerschule und des Gymnasiums in Gleiwitz trat Weber im Juli  1841 als Musketier in das 38. Infanterie-Regiment der Preußischen Armee ein. Er avancierte bis April 1843 zum Sekondeleutnant und nahm 1848 während der Deutschen Revolution an den Straßenkämpfen in Frankfurt am Main teil. 1849 wurde er mit seinem Regiment zur Niederschlagung der revolutionären Unruhen in Baden und der Pfalz eingesetzt. Dabei nahm Weber an den Kämpfen bei Ladenburg, Groß-Sachsen, Sinsheim, Gernsbach und an der Oos teil. 
Als Premierleutnant war er von April 1857 bis Ende Oktober 1858 Kompanieführer beim Landwehr-Bataillon des 38. Infanterie-Regiments in Wohlau. Weber avancierte am 31. Mai 1859 zum Hauptmann und war dann wieder von August 1859 bis Februar 1860 in seiner alten Stellung beim Landwehr-Bataillon tätig. Mitte August 1860 folgte seine Ernennung zum Kompaniechef. Als solcher war er im Krieg gegen Österreich 1866 an den Kämpfen bei Skalitz, Schweinschädel und Königgrätz beteiligt. Aufgrund seines tapferen Verhaltens während des Krieges wurde Weber am 20. Juli 1866 belobigt und zum Major befördert. Ende Oktober 1866 erhielt er das Kommando über das Füsilier-Bataillon des Infanterie-Regiments Nr. 83. Hier wurde er im Juli 1870 zum Oberstleutnant befördert. Im Krieg gegen Frankreich nahm er 1870/71 an den Schlachten bei Weißenburg, Wörth, Beaumont, Sedan, wo er verwundet wurde, Orléans und Le Mans teil. Er war weiter an der Belagerung von Paris, dem Gefecht bei Artenay, den Schlachten bei Châteaudun, Chartres, Freteval, Ballon und Alençon beteiligt. Da er sich besonders bewährt hatte, wurde Weber am 16. Juni 1871 durch Wilhelm I. in den erblichen preußischen Adelsstand erhoben und Ende des Jahres noch mit dem Eisernen Kreuz I. Klasse ausgezeichnet.
Unter Stellung à la suite beauftragte man Weber mit Beginn des Jahres 1872 mit der Führung des 2. Großherzoglich Hessischen Infanterie-Regiments (Großherzog) Nr. 116 in Gießen. Mit der Beförderung zum Oberst wurde er am 18. Januar 1872 zum Regimentskommandeur ernannt. Ende September 1877 wurde er à la suite des Regiments gestellt und mit der Führung der 42. Infanterie Brigade in Frankfurt am Main beauftragt. Am 18. Oktober 1877 wurde er zum Generalmajor befördert und Kommandeur der Brigade. 1878 erhielt den Roten Adlerorden II. Klasse mit Eichenlaub. Unter Verleihung des Charakters eines Generalleutnants wurde er am 5. Mai 1883 mit der gesetzlichen Pension zur Disposition gestellt.

### Familie
Weber verheiratete sich am 29. April 1851 in Mainz mit Maria Theodora Knyn (1829–1880), der Tochter des vormaligen Reichskommissars Theodor Friedrich Knyn. Mit ihr hatte er zwei Töchter, die im Kindesalter starben, und einen Sohn, Theodor.